# Ibne Tagribirdi
Abu Almacim Jamaladim Iúçufe ibne Tagribirdi (em árabe: أبو المحاسن أجامل الدين يوسف بن. تاجوهوروبيرد; romaniz.: Abu ’l-Maḥāsin Ḏj̲amāl ad-Dīn Yūsuf ibn Tag̲rībirdī; Cairo, 5 de junho de 1470), melhor conhecido como ibne Tagribirdi, foi um historiador árabe do Sultanato Mameluco do Egito do século XV.

## Vida
Ibne Tagribirdi nasceu no Cairo em 1409/1410 e era filho de um mameluco da Ásia Menor que foi levado ao Egito pelo sultão Barcuque (r. 1382–1399) e promovido a vários cargos relevantes sob ele e seu sucessor Nácer Faraje (r. 1399–1412). Iúçufe, ainda muito jovem quando seu pai faleceu em 1412, foi criado por sua irmã, a esposa do líder cádi Maomé ibne Aladim Hanafi e então de outro líder cádi Abderramão Albulquini Axafi. Estudou com vários estudiosos notáveis e aprendeu as disciplinas usuais, bem com música, turco e persa. Paralelamente, esteve presente na corte mameluca, onde fez exercícios militares e recebeu um feudo (icta). Realizou o haje para Meca três vezes em 1423, 1445 (como baxa da escolta) e 1459. Em 1432, participou ativamente na campanha síria de Barsbai (r. 1422–1438) e manteve íntimas relações com o sultão e seus sucessores. Dedicou-se a escrever sobre história ao ouvir as histórias de Badradim Alaini lidas a Barsbai e sua primeira obra conhecida se chama al-Manhal al-Safi wa 'l-Mustawfi ba'd al-Wafi, que consiste numa biografia de sultões, emires e estudiosos importantes de 1248 a 1451, mas com alguns acréscimos posteriores até 1458.
Al-Nudjum al-Zahira fi Muluk Misr wa'l-Kahira, sua segunda obra, é uma história do Egito de 641 até seu tempo, que foi escrita para si e seus amigos, sobretudo Maomé, filho de Ceifadim Jaquemaque (r. 1438–1453). A obra se encerrou originalmente em 1453, mas depois foi prolongada até o ano de 1467. Com as mortes de Almacrizi (1442) e Alaini (1453), tornar-se-ia o principal historiador do Egito e escreveu uma nova obra, chamada Hawadith al-Duhur fi Mada 'l-Ayyam wa 'l-Xuhur, uma crônica de 1441 a 1469, que continuou o al-Suluk li-Ma'rifat Duwal al-Muluk de Almacrizi. Também dedicou-se em continuou seu al-Nudjum, mas omitiu elementos que utilizou em Hawadith, sobretudo acerca de aspectos econômicos e políticos. Escreveu várias condensações ou extratos de suas próprias obras (al-Dalil al-Xafi 'ala 'l-Manhal al-Safi; Kitab al-Wuzara; al-Bixara fi Takmilat al-Ixara; al-Waliya'l-Khilafa; Mawrid al-Latafa fi man Waliya'l-Saltana wa'l-Khilafa) e obras não históricas como Taharif Awlad al-'Arab fi 'l-Asma al-Turkiyya, al-Amthal al-Sai'ra, Hilyat al-Sifat fi 'l-Asma wa'l-Sina'at (antologia de poesia, história e literatura) e al-Sukkar al-Kadih wa'l'Itr al-Fa'ih (um poema de conteúdo místico). Ainda são atribuídas a ele duas obras históricas extensas, que não são mencionadas por ele ou seus biógrafos, chamadas Nuzhat al-Ra'y (1279–1346) e al-Bahr al-Zakhir fi 'Ilm al-Awwal wa 'l-Akhir (652–690). Ibne Tagribirdi deixou manuscritos de suas obras para serem colocados no túmulo que erigiu para si. Se sabe que faleceu em 5 de junho de 1470.